# Nadtlenek wapnia
Nadtlenek wapnia, CaO
2 – nieorganiczny związek chemiczny z grupy nadtlenków. Słabo rozpuszczalny w wodzie, gwałtownie hydrolizuje.
Otrzymać go można w wyniku działania nadtlenku wodoru na tlenek wapnia:
CaO + H
2O
2 → CaO
2 + H
2O